# Badumna microps
Badumna microps là một loài nhện trong họ Desidae.
Loài này thuộc chi Badumna. Badumna microps được miêu tả năm 1908 bởi Eugène Simon.